# حي شرق المنصورة

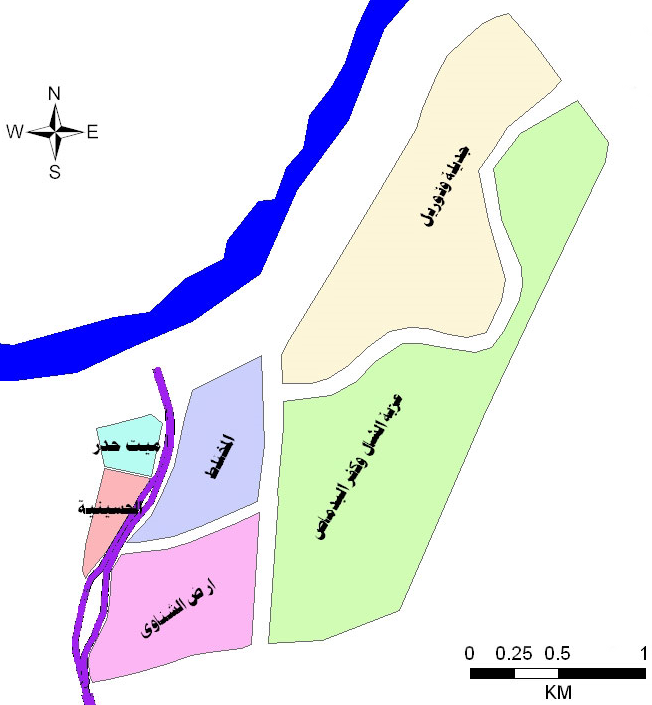
خريطة الحي.

يقع حي شرق المنصورة بمحافظة الدقهلية في مصر،ويقع مبنى رئاسة حى شرق المنصورة، بشارع الجيش بمدينة المنصورة.

## رئاسة حى شرق المنصورة

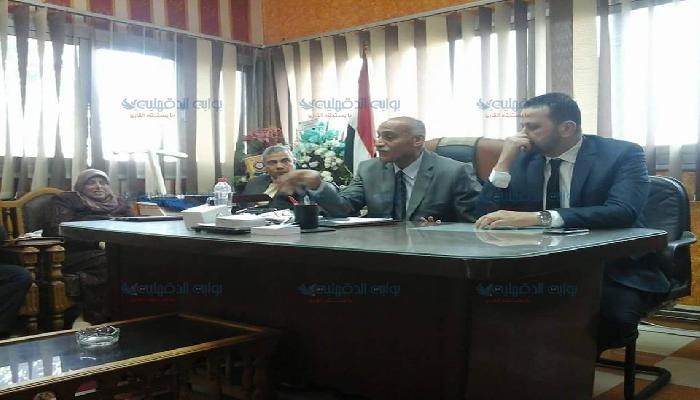
السيد المحاسب محمد محمود حسين

ويضم الحى عدد من الإدارات والأقسام، كإدارة الشئون القانونية، والعلاقات العامة، والمركز التكنولوجى لخدمة المواطنين، والإشغالات، والنظافة، والإدارة الهندسية، والبيئة.

## الموقع
يعتبر حى شرق المنصورة حي إداري أصغر في المساحة من منطقة حي غرب المنصورة، ولكن له قدر كبير من الأهمية الإدارية حيث يوجد به مبني محافطة الدقهلية (الواقع في ميدان المحافظة بشارع الجيش) ويوجد في هذا الحي معظم المديريات الحكومية بالدقهلية، والعديد من البنوك والمؤسسات الهامة في المحافظة، وبه مكتبة مصر العامة إحدي أشهر المكتبات الإقليمية في مصر، وحديقة الحيوان، وجمعية الهلال الأحمر بمنطقة توريل، ومكتب شركة مصر الطيران بشارع الجيش، وقصر ثقافة المنصورة ويوجد به جامعة الأزهر.

## التقسيم

### مناطق الحي
- توريل (وتوريل الجديدة)
- الناصرية
- كفر البدماص
- جديلة
- المختلط
- عزبة عقل
- عزبة الشال
- مدينة السلام
- مدينة الحرية (مبارك سابقًا)
- مدينة الزهراء
- مساكن مينا
- منطقة مجمع المحاكم
- سندوب
- قولنجيل
- تقسيم المرور
- مساكن الشناوي
- سيدي يونس
- العيسوي
- تقسبم ابن بطوطة

### شوارع الحي الرئيسية
- شارع الجيش
- شارع الدراسات
- شارع قناة السويس
- شارع سعد زغلول
- شارع الجمهورية (ينقسم إلى جزئين، حيث أن الجزء الآخر في حي غرب المنصورة)
- شارع فريدة حسان
- شارع جمال الدين الأفغاني (الأتوبيس القديم)
- شارع فخرالدين خالد

### ميادين الحي
- ميدان المحافطة
- ميدان أم كلثوم (معروف أيضًا بميدان المحطة)
- ميدان رمسيس
- ميدان علي مبارك (معروف أيضًا بميدان الهابي لاند)

## روابط خارجية
- موقع حى شرق المنصورة

## معرض الصور
| مقر حي شرق المنصورة {{{4}}} | [[{{{3}}}]] {{{4}}} | [[{{{3}}}]] {{{4}}} | [[{{{3}}}]] {{{4}}} |